# Google Fit
Google Fit este o platformă de urmărire a sănătății dezvoltată de Google pentru sistemul de operare Android, Wear OS⁠(d) și iOS. Este un set unic de API-uri care combină datele din mai multe aplicații și dispozitive. Google Fit utilizează senzorii din dispozitivul de urmărire a activității sau din dispozitivul mobil al unui utilizator pentru a înregistra activitățile de fitness (cum ar fi mersul pe jos, ciclismul, etc.), care sunt măsurate în raport cu obiectivele de fitness ale utilizatorului pentru a oferi o imagine cuprinzătoare a stării sale de fitness.

## Istoric
Google Fit a fost anunțat la conferința Google I/O⁠(d) din 25 iunie 2014. Un kit de dezvoltare software pentru Google Fit a fost lansat la 7 august 2014. Fit a fost lansat pentru public la 28 octombrie 2014.
În august 2018, Google a anunțat o actualizare a platformei sale Android Fit, care adaugă obiective de activitate bazate pe recomandările de activitate ale Asociației Americană a Inimii și ale Organizației Mondiale a Sănătății. Actualizările sunt menite să ajute Fit să furnizeze mai bine măsurători pentru alte activități decât mersul pe jos și să încurajeze utilizatorii să se implice în activități care vor crește ritmul cardiac fără a necesita neapărat o vizită la sală.
În aprilie 2019, Google a anunțat Google Fit pentru iOS, oferind o experiență similară omologului său Android. Google Fit pentru iOS a utilizat Apple Health, Nike Run Club, Headspace sau un dispozitiv conectat, cum ar fi Apple Watch⁠(d) sau ceasul inteligent Wear OS⁠(d), conectat la dispozitivul utilizatorului. În august 2019, Google a anunțat disponibilitatea funcției temei întunecate, informații despre somn și hărți de antrenament.
În aprilie 2020, Google a reproiectat Google Fit. În noiembrie 2020, Google Fit a adăugat widgetul IOS 14⁠(d).
În februarie 2021, Google a anunțat o caracteristică exclusivă a Pixel 5⁠(d) pentru Google Fit, măsurarea ritmului cardiac și a respirației cu ajutorul camerei foto a Pixel 5. În iunie 2021, Google a anunțat suport pentru mersul în ritm alert.
În 2022, Google a început să deprecieze Google Fit în favoarea achiziționării Fitbit⁠(d) și a API-urilor Health Connect. Google a declarat că API-urile Google Fit vor fi închise în 2025.

## Funcționalitate
Google Fit oferă un set unic de API pentru ca aplicațiile și producătorii de dispozitive să stocheze și să acceseze datele de activitate din aplicațiile și senzorii de fitness de pe Android și de pe alte dispozitive (cum ar fi purtabile, monitoare de ritm cardiac sau cântare conectate). Utilizatorii pot alege cu cine sunt partajate datele lor de fitness, precum și să șteargă aceste informații în orice moment.